# Азімов Чингізхан Нуфатович
Чингізхан Нуфатович Азімов (16 грудня 1931, Казань — 10 жовтня 2002) — радянський та український вчений-правознавець, доктор юридичних наук (1983), професор (1985), професор Харківського юридичного інституту. Член-кореспондент Національної академії правових наук України (1993), фахівець в галузі цивільного права. Лауреат Державної премії Української РСР в галузі науки і техніки (1984).

## Життєпис
Чингізхан Азімов народився 16 грудня 1931 року в Казані, за національністю був росіянином. Починаючи з 1933 року він жив у Горькому. З 1948 по 1951 рік навчався в спеціальній школі ВПС СРСР, а закінчивши її вступив до Першого Вольського військового авіаційно-технічного училища. У 1953 році Азімов закінчив училище і почав службу у ВПС СРСР. Мав офіцерське звання. Одночасно зі службою навчався в Одеській філії Всесоюзного заочного Юридичного інституту.
У 1961 році Чингізхан Нуфатович демобілізувався і почав працювати в Харкові, на тракторозбірному заводі. У 1962 році вступив на заочний факультет Харківського юридичного інституту (ХЮІ), який закінчив у 1965 році. Після закінчення ХЮІ, став у ньому працювати на кафедрі цивільного права, спочатку обіймав посади лаборанта, молодшого наукового співробітника, а з 1971 року став доцентом. З 1988 по 1993 рік був завідувачем цієї кафедри, а з 1993 року перебував на професорській посаді.
Був членом КПРС (станом на 1984 рік).
У 1991 році був обраний дійсним членом Академії інженерних наук України, а два роки потому — у 1993 році — членом-кореспондентом Академії правових наук України. У 1994 році був включений до Науково-консультативної ради при Верховному Суді України, також був членом Вченої ради при патентному відомстві. Входив до комісій, які займалися розробкою Цивільного і Господарського кодексів України.
Чингізхан Нуфатович Азімов помер 10 жовтня 2002 року.

## Наукова діяльність
Азімов спеціалізувався на дослідженні наступних аспектів цивільного права: промислової власності та науково-технічного прогресу, способів забезпечення виконання зобов'язань, захисту цивільних прав фізичних та юридичних осіб, а також спадкового права.
У 1971 році Чингізхан Нуфатович ,під науковим керівництвом професора Самуїла Ландкофа, захистив дисертацію на здобуття наукового ступеня кандидата юридичних наук на тему «Правове регулювання службових винаходів науково-дослідних і конструкторських організацій». Його офіційними опонентами на захисті даної роботи стали професор О. К. Юрченко та доцент Е. П. Гаврилов. Через десять років він захистив дисертацію на здобуття наукового ступеня доктора юридичних наук за темою «Договірні відносини в галузі науково-технічного прогресу». Його офіційними опонентами на захисті даної роботи стали професори Ю. Г. Басін та В. Ф. Чигир і старший науковий співробітник В. А. Рассудовський. У 1983 році став доктором юридичних наук. У 1974 році Азімову було надано вчене звання доцента, а в 1985 році — професора.
Став автором/співавтором понад 100 наукових праць, основними з яких були: «Забезпечення виконання зобов'язань» (1975), «Договори на науково-дослідній та конструкторській роботі» (1976), «Радянське цивільне право» (1977 і 1983, співавтор підручника), «Науково-технічна інформація і право» (1978), «Договірні відносини у сфері науково-технічного прогресу» (1981), «Громадянин, підприємство, закон» (1991), «Заставне право» (1993), «Основи патентного права України (винахід, корисна модель, промисловий зразок, товарний знак)» (1994), «Забезпечення зобов'язань» (1995), «Цивільне право України» (2000, співавтор підручника). Брав участь у написанні статей для шеститомника «Юридична енциклопедія».

## Нагороди та визнання
Був нагороджений радянськими медалями «Ветеран праці» і «40 років Збройних Сил СРСР» (1958).
У 1984 році, за виданий у 1983 році Підручник для вищих навчальних закладів «Радянське цивільне право», його автори: В. П. Маслов, А. А. Пушкін, В. К. Попов, М. Й. Бару, Ч. Н. Азімов, Д. Ф. Швецов, Ю. І. Зіоменко і В. С. Шелестов були нагороджені Державною премією Української РСР в галузі науки і техніки.
Також, «за успіхи в науковій роботі та підготовці наукових кадрів» був відзначений почесною грамотою Президії Верховної Ради Республіки Білорусь.
У 1995 році ім'я Чингізхана Нуфатовича Азімова було внесено до «золотої книги української юстиції». Був почесним суддею міста Цинциннаті (штат Огайо, США).